# Albert Leth (politiker)
 Der er flere personer med dette navn, se Albert Leth.
Albert Leth (26. december 1795 på gården Klarskov i Marslev Sogn i Fyn - 9. oktober 1849 i Middelfart) var en dansk præst, far til Andreas Leth og farbror til Albert Leth. 
Han blev 1813 dimitteret fra Odense Katedralskole, tog 1818 teologisk embedseksamen og blev samme år adjunkt ved Latinskolen i Nyborg, 1823 kateket i Ærøskøbing og 1830 residerende kapellan ved Ribe Domkirke og sognepræst i Seem, hvorfra han 1837 forflyttedes til Middelfart og Kauslunde. 1847 valgtes han til stænderdeputeret for Østifternes 7. købstadsdistrikt og mødte i den sidste stænderforsamling 1848. Derefter valgtes han i Odense Amts 5. valgdistrikt, Middelfart, til medlem af Den Grundlovgivende Rigsforsamling, hvor han regnedes til venstre side.
Leth hørte til N.F.S. Grundtvigs disciple; han var en begavet mand med et varmt hjerte; i hans ligtale blev der sagt om ham, at medens andre måtte kæmpe med egenkærligheden, måtte han kæmpe med kærligheden, at den ikke skulle blive til svaghed. En del enkelte prædikener såvel som samlinger af sådanne viser, at han har været en meget veltalende mand. Hans Kristelig Huspostil (to bind, 1843) udkom i 3. oplag (1855) og blev oversat til svensk.
Der findes et portrætmaleri i Middelfart Kirke. Litografi af I.W. Tegner 1847 efter maleri af Carl Richardt.